# Lytta leucophthalma
Lytta leucophthalma là một loài bọ cánh cứng trong họ Meloidae. Loài này được Fairmaire miêu tả khoa học năm 1893.